# Michael Arnold (Musiker)
Michael Arnold (*  29. November 1967 in Vacha) ist ein deutscher Jazzmusiker (Tenor- und Sopransaxophon).

## Leben und Wirken
Arnold lernte zunächst Klarinette, bevor er zum Sopransaxophon wechselte. Zwischen 1988 und 1993 studierte an der Hochschule für Musik und Theater „Felix Mendelssohn Bartholdy“ Leipzig bei Konrad Körner; weiterhin erhielt er Unterricht von Toni Dagradi, Olivier Peters, Wolfgang Engstfeld und Gary Campell. Im Rahmen eines Austauschprogramms studierte er zudem an der Jackson State University.
Arnold war Mitglied der Popjazz-Band Chinchilla und arbeitete mit Eberhard Weise, Jiggs Whigham, Klaus Osterloh, Lee Konitz, Kenny Wheeler, Henry Walther und Yamil Borges. Mit dem  Köstritzer Jazzorchestra nahm er an Festivals in Berlin, Leverkusen und Leipzig teil. Mit seinem Michael Arnold Quartet, das er mit Matthias Bätzel, Werner Neumann und Heiko Jung besetzte, legte er 2008 sein Debütalbum Straight & Curved vor. Weiterhin war er an Aufnahmen mit Evelyn Fischer, Stephan Bormann, Allan Vizzutti, Nina Hagen/Leipzig Bigband sowie der German Philharmonic Bigband beteiligt und arbeitete mit der Weimar Bigband und dem Leipjazzig Orkester, mit dem zwei Alben entstanden. Auch bildete er ein Duo mit dem Pianisten Stephan König. Er ist zudem auf Alben von Ian Whitcomb oder der Zeltinger Band zu hören.
Arnold lehrte außerdem an der Musikhochschule Leipzig.